# Kuh-e Bandaka
Kuh-e Bandaka je 6843 metrů (dle jiných zdrojů 6812 metrů) vysoká hora v provincii Badachšán na severovýchodě Afghánistánu pohoří Hindúkuš.
Je jednou z nejvyšší hor v Hindúkuši, nejprominentnější afghánskou horou a také nejvyšší afghánskou horou, která se nachází zcela na afghánském území (vyšší Nošak leží na hranici s Pákistánem).
Prvovýstup na horu se uskutečnil 22. září 1960 německou expedicí, které se zúčastnili Wolfgang von Hansemann, Dietrich Hasse, Siegbert Heine a Johannes Winkler.